# Naaldbos

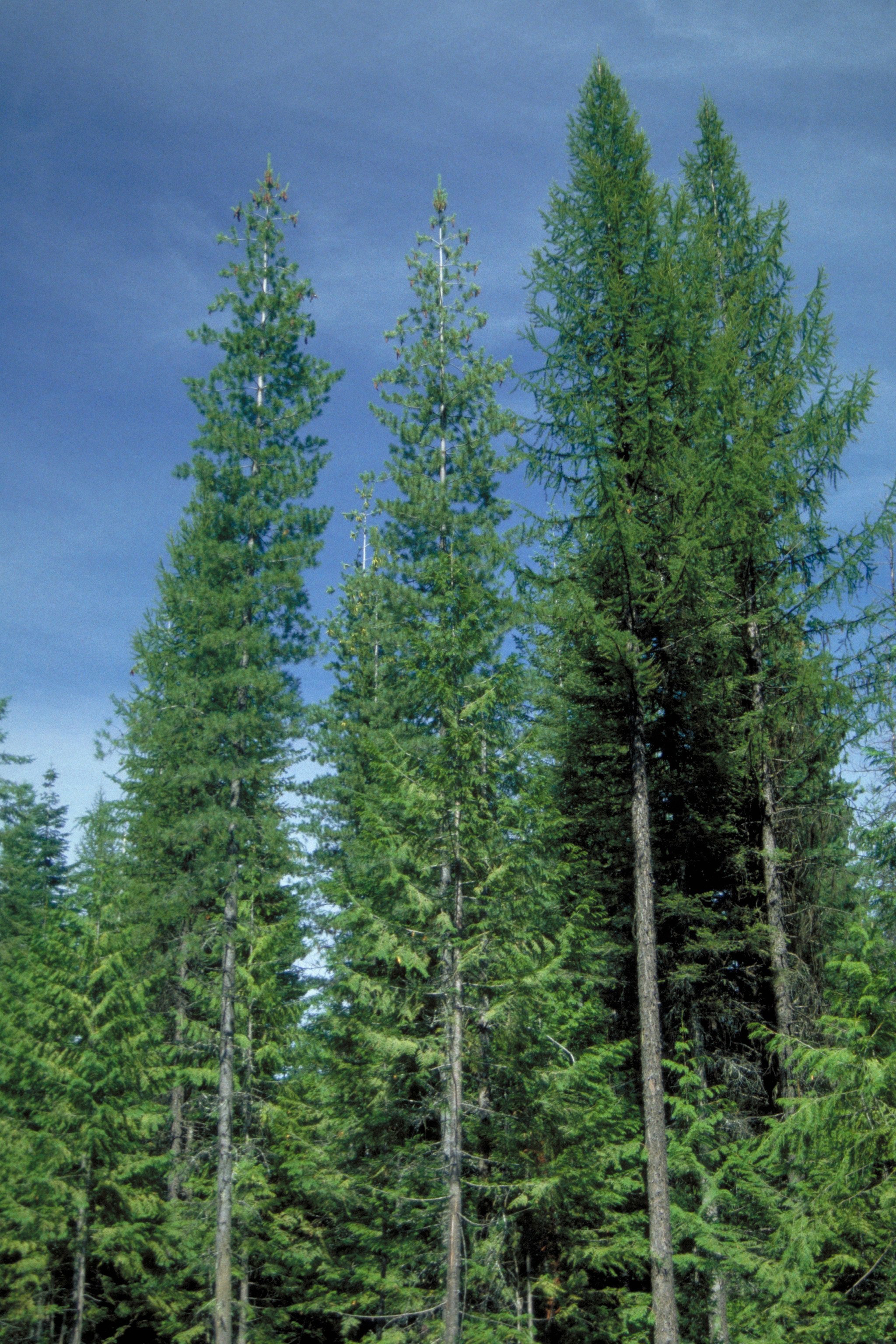
Larix

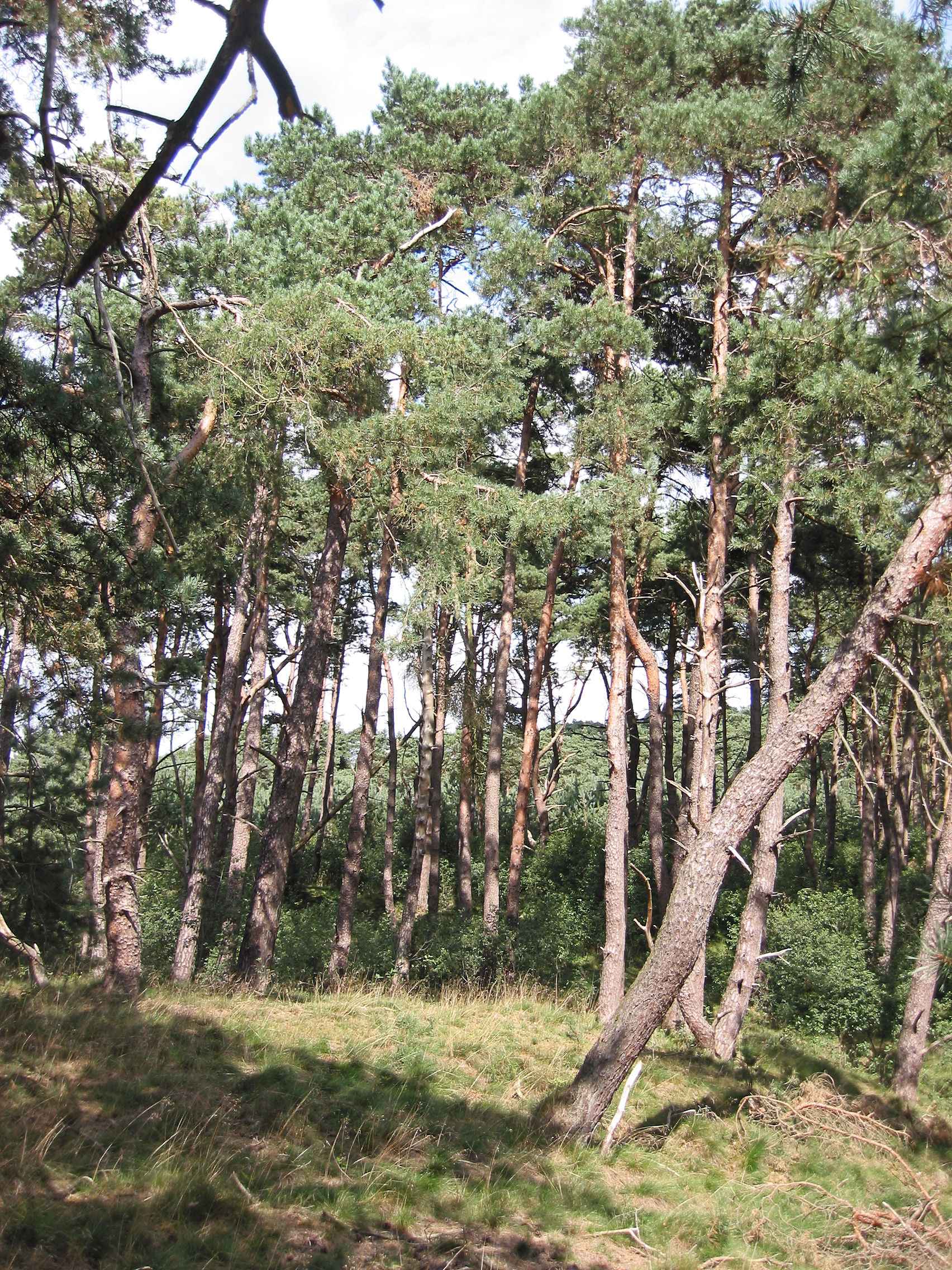
Grove den

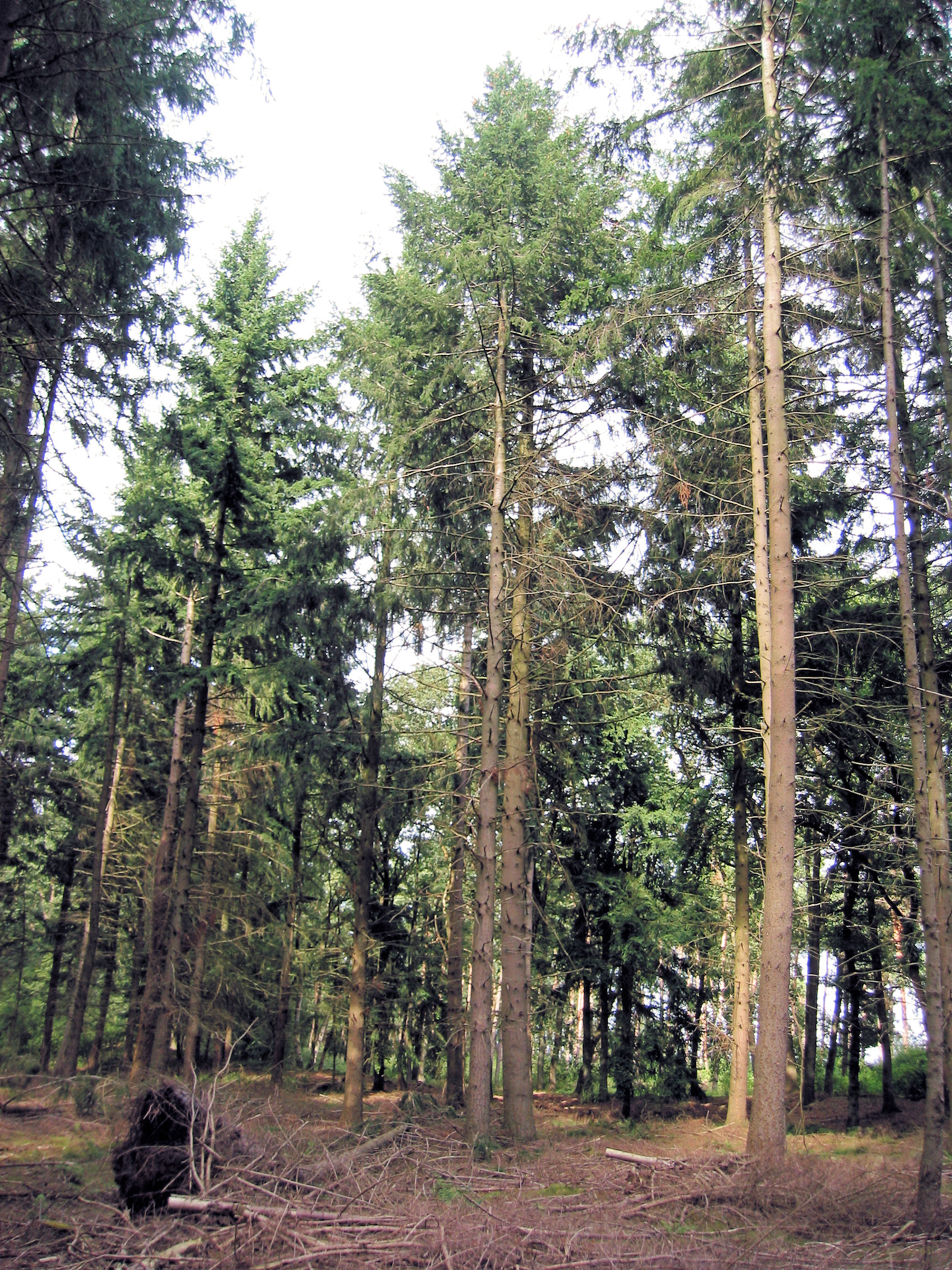
Douglassparren

Een naaldbos is een formatie van bos dat voornamelijk uit naaldbomen bestaat. Het is een terrestrisch bioom dat vooral in de gematigde klimaatzones voorkomt.

## Ecologie en verspreiding
Naaldbossen komen van nature voor in klimaten met koude winters en genoeg neerslag, of in warmere klimaten wanneer de bodem niet voedzaam genoeg voor loofbos is. Naaldbossen komen zowel voor in het landklimaat, het zeeklimaat als het gebergteklimaat.
In Centraal-Europa komen ze dan ook vooral voor op (voedselarme) zandgronden en hogerop op berghellingen tot aan de boomgrens. Bossen op voedselarme zandgronden zijn gevoeliger voor schade door zure regen met als resultaat in extreme gevallen zelfs bossterfte. Naaldbomen hebben geen vlakke bladeren, maar naaldvormige bladeren. In het grootste gebied van Scandinavië, waar de winters te koud zijn voor loofbossen, groeit slechts naaldbos. De zone waar alleen naaldbossen groeien wordt taiga genoemd en in het noorden begrensd door de toendra. De taiga strekt zich behalve over Scandinavië uit over het grootste deel van Siberië en Canada.
In Nederland zijn in de tweede helft van de negentiende en de eerste helft van de twintigste eeuw op de Veluwe, in Noord-Brabant en in Drenthe veel naaldbossen aangeplant om zandverstuiving tegen te gaan en hout te leveren voor de mijnbouw in Limburg. Veel aangeplante naaldbossen worden in daar in de eenentwintigste eeuw, na kaalslag of geleidelijk aan, omgevormd tot loofbossen met inheemse soorten.

## Vegetatiestructuur
In een naaldbos groeien de planten in verschillende vegetatielagen. Tussen de lagen vindt concurrentie plaats om het zonlicht, en om op de bodem zo veel mogelijk zaden te kunnen laten ontkiemen. 
Op de bodem van een bos bevindt zich de strooisellaag, gevormd door afgevallen naalden en dood hout. Deze laag is gevoelig voor verstoring. Vroeger werd strooisel uit deze laag gebruikt voor het kweken van onder andere Anthuriumplanten. Als eis werd toen gesteld dat ervoor in de plaats paardenmest in het bos moest worden verspreid. In het strooistel komen veel kleine dieren voor. 
Op het strooisel bevindt zich de moslaag. Deze laag is slechts enkele centimeters hoog. Hierin groeien onder andere mossen, korstmossen en paddenstoelen. 
Boven de moslaag bevindt zich de kruidlaag. Hierin groeien onder andere grassen, zoals schaduwgras, hard zwenkgras en schapengras, bochtige smele en rood zwenkgras. Ook komt hier op de meer open plekken onder andere de blauwe bosbes voor. 
De bovenste laag is de boomlaag met de kruinen van bomen. Tot de veelal aangeplante soorten behoren fijnspar, grove den, douglasspar en lariks.
Door de veelal dichtere vegetatiestructuur vangen naaldbossen doorgaans meer fijnstof op dan loofbossen.

## Soorten
Naaldbossen zijn in hun ondergroei in de regel armer aan plantensoorten dan de loofbossen. Dit wordt veroorzaakt door het feit dat er weinig licht door de boomkruinen op de grond terechtkomt, omdat de bomen dicht op elkaar staan. Hierdoor is het moeilijk voor veel planten om tot volle wasdom te komen. Een ander punt is dat op de grond onder het vrij dikke naaldenpakket geen humusrijke bodem kan ontstaan.
De zure grond die zo ontstaat is voor veel planten niet geschikt om te kunnen groeien. Wel komen er in naaldbossen verschillende soorten mossen voor, zoals bekertjesmos, verschillende korstmossen en rendiermos.
In de meeste naaldbossen domineren groenblijvende coniferen, aangevuld met groenblijvende of bladverliezende loofbomen. Er zijn echter ook naaldverliezende bomen, zoals de lariks. Naaldbossen kunnen bestaan uit vele soorten bomen: ceder, cipres, douglasspar, zilverspar, jeneverbes, Agathis, den, Podocarpus, spar, lariks, kustmammoetboom en taxus. Aangeplante bossen bestaan meestal uit een enkele soort. De ondergroei bevat, indien er voldoende lichtinval is, verschillende soorten kruiden en struiken.

### Naaldbosgemeenschappen

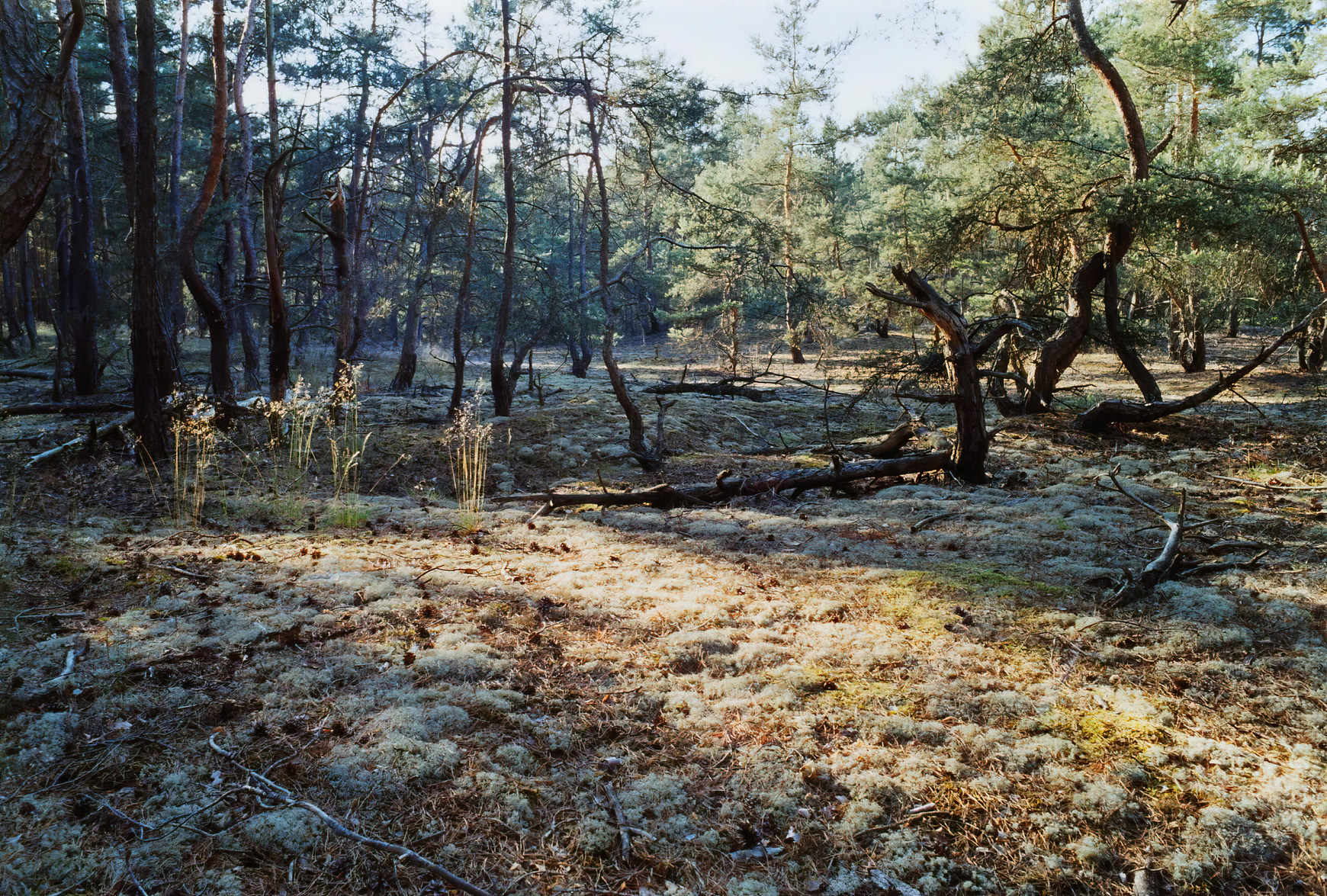
Een korstmossen-dennenbos

Naaldbossen worden in de vegetatiekunde beschreven in de klasse van naaldbossen. In België en Nederland kent deze klasse slechts een orde en een verbond met drie associaties:
- Klasse van naaldbossen (Vaccinio-Piceetea)
  - Orde van naaldbossen (Vaccinio-Piceetalia)
    - Verbond van naaldbossen (Dicrano-Pinion)
      - Korstmossen-dennenbos (Cladonio-Pinetum sylvestris)
      - Kussentjesmos-dennenbos (Leucobryo-Pinetum)
        - Subassociatie Leucobryo-Pinetum deschampsietosum
        - Subassociatie Leucobryo-Pinetum vaccinietosum
        - Subassociatie Leucobryo-Pinetum empetretosum
        - Subassociatie Leucobryo-Pinetum molinietosum

### Insecten
- De julikever (Polyphylla fullo) leeft van dennennaalden.
- De dennenscheerder (Tomicus piniperda) leeft op dennen, vooral op de grove den.